# Francisco de Carvajal

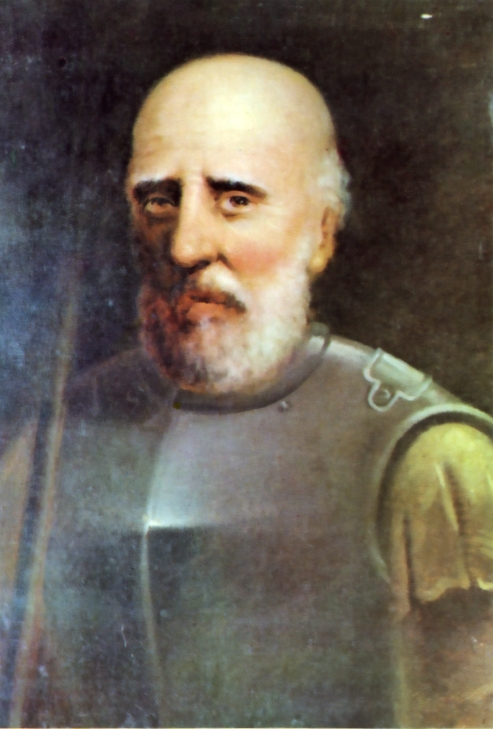
Francisco de Carvajal

 Francisco de Carvajal  (* 1464 in Rágama de Arevalo, Salamanca; † 10. April 1548 in Cusco, Peru) war ein spanischer Offizier und Konquistador. Wegen seiner Grausamkeit war er als Dämon der Anden gefürchtet.

## Leben
Geboren als Francisco López y Gascón in Rágama de Arévalo, studierte er an der Universität von Salamanca, woraus sich sein späterer Ruf, ein entlaufener Mönch zu sein, begründete. Nach einer Reihe von öffentlichen Skandalen wurde Francisco enterbt. Er nahm den Namen Carvajal (oder Carbajal) an und diente 1503 unter dem spanischen Heerführer Gonzalo Fernández de Córdoba in Unteritalien und 1512 unter Cardona in der Schlacht bei Ravenna. Carvajal kämpfte im weiteren Verlauf der Italienischen Kriegen unter Pedro Navarro und Fabrizio Colonna für Kaiser Karl V., so auch 1525 in der Schlacht bei Pavia. Seit dieser Schlacht führte er die gefangene Adlige Catalina de Leyton bei sich, die ihm hörig wurde und ihn später auch nach Südamerika begleitete. 1527 beteiligte er sich am Sacco di Roma und erwarb dabei ein kleines Vermögen.
Carvajal verwendete diese Mittel 1536 zur Einschiffung nach Übersee. In Neuspanien wurde er militärischer Helfer des dortigen spanischen Vizekönigs Antonio de Mendoza. Nachdem Peru erobert wurde, wurde er beauftragt, dort die königlichen Rechte zu gewährleisten und bei der Neugründung der Hauptstadt Lima mitzuwirken. Im Krieg zwischen den Anhängern von Diego de Almagro und Francisco Pizarro stand er 1538 an der Seite des Letzteren. 1542 unterstützte er den provisorischen Gouverneur von Peru, Cristóbal Vaca de Castro, gegen Diego de Almagro el Mozo, den Sohn und Nachfolger Almagros, der in der Schlacht von Chupas besiegt und danach als Gefangener nach Cuzco gebracht wurde, wo er mit vierzig Anhängern hingerichtet wurde.
Als Gonzalo Pizarro 1544 gegen den neueingesetzten Gouverneur des Königs, Blasco Núñez de Vela rebellierte, fungierte der bereits über achtzigjährige und als Hüne beschriebene Carvajal als dessen Heermeister. Am 28. Oktober 1544 eroberten die Rebellen Lima. Dem besiegten Gouverneur wurde ein Schiff bereitgestellt, mit dem er Peru verlassen konnte. Gonzalo Pizarro errichtete daraufhin ein Regime, das einerseits durch verschwenderische Volksfeste, andererseits durch blutige Exzesse gekennzeichnet war, wobei sein trunksüchtiger Heermeister seine bereits vorhandene Leidenschaft fürs Hängen perfektionieren konnte. Der „Dämon der Anden“ beseitigte unzählige Gegner Pizarros, sodass in Peru die lange gebräuchliche Redewendung „cruel como Carvajal“ (grausam wie Carvajal) aufkam.
Der von Gonzalo Pizarro entmachtete Gouverneur Blasco Núñez de Vela entschloss sich, nicht nach Spanien zurückzukehren, da er befürchtete, für die Niederlage gegen die Rebellen zur Verantwortung gezogen zu werden. Stattdessen stellte er zur Bekämpfung der Rebellen ein 600 Mann starkes Heer auf. Am 18. Januar 1546 kam es zur Schlacht von Iñaquito, in der das Heer des Gouverneurs gegen die zahlenmäßig stärkeren Rebellen unterlag. Der in Gefangenschaft geratene Blasco Núñez de Vela wurde von einem afrikanischen Sklaven enthauptet. Daraufhin entsandte Kaiser Karl V., der auch als König Karl I. von Spanien herrschte, Pedro de la Gasca als Sondergesandten und neuen Präsidenten der Real Audiencia von Lima nach Peru mit dem Auftrag, Pizarros Rebellion zu beenden. Nach den gescheiterten, durch Mittelsmänner geführten Geheimverhandlungen zwischen Pizarro und de la Gasca kam es am 9. April 1548 zur Schlacht von Jaquijahuana, in der die Rebellen besiegt wurden. Francisco de Carvajal kämpfte bis zum Ende der Schlacht an der Seite von Gonzalo Pizarro, anstatt wie eine hohe Anzahl von Rebellen zu kapitulieren oder zum Gegner zu überlaufen. Er wurde am nächsten Tag zusammen mit Gonzalo Pizzaro und anderen Rebellen zum Tode verurteilt und nach seiner Hinrichtung in der Inkafestung Sacsayhuamán gevierteilt.